# Карл Гайгер
Карл Гайгер (нім. Karl Geiger) — німецький стрибун з  трампліна, олімпійський медаліст, п'ятиразовий чемпіон світу, медаліст світових першостей, чемпіон світу та призер чемпіонату світу з польотів на лижах. 
Срібну олімпійську медаль  Гайгер виборов на Пхьончханській олімпіаді 2018 року разом із товаришами зі збірної в командних змаганнях на великому трампліні.

## Олімпійські ігри
| Рік  | Місто                     | НТ | ВТ | КВТ | ЗК  |
| ---- | ------------------------- | -- | -- | --- | --- |
| 2018 | Пхьончхан, Південна Корея | 10 | 7  | 2   | Н/Д |
| 2022 | Пекін, Китай              | 15 | 3  | 3   | 9   |

## Чемпіонат світу
| Рік  | Місто                 | НТ | ВТ | КВТ | ЗК |
| ---- | --------------------- | -- | -- | --- | -- |
| 2019 | Зеефельд, Австрія     | 18 | 2  | 1   | 1  |
| 2021 | Оберстдорф, Німеччина | 2  | 3  | 1   | 1  |

## Зовнішні посилання
- Досьє на сайті FIS [Архівовано 18 квітня 2016 у Wayback Machine.]

## Виноски
1. ↑  Karl Geiger — 1995.
2. 1 2  https://www.olympedia.org/athletes/137327
3. ↑  Men's large hill team results (PDF). Архів оригіналу (PDF) за 20 лютого 2018. Процитовано 22 квітня 2018.